# Coupe de la Ligue anglaise de football 2017-2018
Navigation
Édition précédente Édition suivante
La Coupe de la Ligue anglaise 2017-2018 est la 57e édition de la compétition. C'est une coupe à élimination directe qui se joue entre les 20 équipes de Premier League et les 72 équipes de Football League. Le vainqueur est automatiquement qualifié pour la Ligue Europa 2018-2019.
Les équipes reléguées de Premier League durant la saison 2016-2017 commencent la compétition à partir du deuxième tour, tout comme les équipes de Premier League ne participant pas à une compétition européenne (Ligue des champions ou Ligue Europa). De leur côté, les équipes amenées à jouer en Europe jouent leur premier match au troisième tour.
Le premier tour commence le 8 août 2017 et la finale se dispute le 25 février 2018. La dernière édition a vu Manchester United remporter son 5e titre contre Southampton. En finale, c'est son voisin, Manchester City, qui s'impose en finale face à Arsenal 3-0.

## Clubs participants
En tout, 92 clubs (Premier League, Championship, League One et League Two) participent à cette édition.

### Distribution
La coupe est organisée de telle façon qu'il ne reste que 32 clubs au 3e tour. 70 des 72 clubs de la Football League (niveaux 2 à 4) entrent en lice au 1er tour. Au 2e tour, les 13 clubs de Premier League non engagés dans des compétitions européennes, ainsi que les deux clubs de Championship les mieux classés lors de la saison précédente entrent en lice. Au 3e tour, les clubs de Premier League restant font leurs débuts dans la compétition.

## Premier tour
| 8 août 2017 | Accrington Stanley (4)                       | 3 - 2   | Preston North End (2) |                                                                         |                                                                         |
|             | Richards-Everton 20e · Clark 70e · Kee 90+3e | (1 - 0) | Hugill 70e 90+1e      | Crown Ground, Accrington Spectateurs : 2 879 Arbitrage : Eddie Ilderton | Crown Ground, Accrington Spectateurs : 2 879 Arbitrage : Eddie Ilderton |
|             | Rapport                                      |         |                       | Crown Ground, Accrington Spectateurs : 2 879 Arbitrage : Eddie Ilderton | Crown Ground, Accrington Spectateurs : 2 879 Arbitrage : Eddie Ilderton |

|  | Wimbledon (3) | 1 - 3 a. p. | Brentford (2)                              |                                                                              |                                                                              |
|  | Robinson 25e  | (1 - 0)     | Sawyers 69e · Watkins 105+1e · Shaibu 119e | Kingsmeadow Stadium, Londres Spectateurs : 3 229 Arbitrage : Dean Whitestone | Kingsmeadow Stadium, Londres Spectateurs : 3 229 Arbitrage : Dean Whitestone |
|  | Rapport       |             |                                            | Kingsmeadow Stadium, Londres Spectateurs : 3 229 Arbitrage : Dean Whitestone | Kingsmeadow Stadium, Londres Spectateurs : 3 229 Arbitrage : Dean Whitestone |

|  | Barnsley (2)                              | 4 - 3   | Morecambe (4)                         |                                                                       |                                                                       |
|  | Bradshaw 2e 46e · Ugbo 22e · Hedges 90+5e | (2 - 1) | Lavelle 45+1e · Rose 49e · Oliver 82e | Oakwell Stadium, Barnsley Spectateurs : 4 062 Arbitrage : Darren Bond | Oakwell Stadium, Barnsley Spectateurs : 4 062 Arbitrage : Darren Bond |
|  | Rapport                                   |         |                                       | Oakwell Stadium, Barnsley Spectateurs : 4 062 Arbitrage : Darren Bond | Oakwell Stadium, Barnsley Spectateurs : 4 062 Arbitrage : Darren Bond |

|  | Birmingham City (2)                        | 5 - 1   | Crawley Town (4) |                                                                           |                                                                           |
|  | Adams 27e 42e 66e · Davis 38e · Tesche 49e | (3 - 0) | Camara 86e       | St Andrew's, Birmingham Spectateurs : 7 814 Arbitrage : Michael Salisbury | St Andrew's, Birmingham Spectateurs : 7 814 Arbitrage : Michael Salisbury |
|  | Rapport                                    |         |                  | St Andrew's, Birmingham Spectateurs : 7 814 Arbitrage : Michael Salisbury | St Andrew's, Birmingham Spectateurs : 7 814 Arbitrage : Michael Salisbury |

|  | Bradford City (3)      | 2 - 3   | Doncaster Rovers (3)                |                                                                         |                                                                         |
|  | Poleon 35e · Jones 84e | (1 - 1) | May 8e · Kongolo 71e · Whiteman 88e | Valley Parade, Bradford Spectateurs : 3 175 Arbitrage : Darren Drysdale | Valley Parade, Bradford Spectateurs : 3 175 Arbitrage : Darren Drysdale |
|  | Rapport                |         |                                     | Valley Parade, Bradford Spectateurs : 3 175 Arbitrage : Darren Drysdale | Valley Parade, Bradford Spectateurs : 3 175 Arbitrage : Darren Drysdale |

|  | Bristol City (2)                                              | 5 - 0   | Plymouth Argyle (3) |                                                                              |                                                                              |
|  | Hegeler 2e · Baker 14e · Smith 20e · Hinds 39e · Paterson 79e | (4 - 0) |                     | Ashton Gate Stadium, Bristol Spectateurs : 9 838 Arbitrage : Oliver Langford | Ashton Gate Stadium, Bristol Spectateurs : 9 838 Arbitrage : Oliver Langford |
|  | Rapport                                                       |         |                     | Ashton Gate Stadium, Bristol Spectateurs : 9 838 Arbitrage : Oliver Langford | Ashton Gate Stadium, Bristol Spectateurs : 9 838 Arbitrage : Oliver Langford |

|  | Bristol Rovers (3)                          | 4 - 1   | Cambridge United (4) |                                                                         |                                                                         |
|  | Bodin 13e 42e · Harrison 61e · Sercombe 70e | (2 - 0) | Ikpeazu 66e          | Memorial Stadium, Bristol Spectateurs : 4 114 Arbitrage : Kevin Johnson | Memorial Stadium, Bristol Spectateurs : 4 114 Arbitrage : Kevin Johnson |
|  | Rapport                                     |         |                      | Memorial Stadium, Bristol Spectateurs : 4 114 Arbitrage : Kevin Johnson | Memorial Stadium, Bristol Spectateurs : 4 114 Arbitrage : Kevin Johnson |

|  | Cardiff City (2)                | 2 - 1 a. p. | Portsmouth (3)     |                                                                            |                                                                            |
|  | Mendez-Laing 48e · Halford 113e | (0 - 1)     | Morrison 32e (csc) | Cardiff City Stadium, Cardiff Spectateurs : 6 592 Arbitrage : Steve Martin | Cardiff City Stadium, Cardiff Spectateurs : 6 592 Arbitrage : Steve Martin |
|  | Rapport                         |             |                    | Cardiff City Stadium, Cardiff Spectateurs : 6 592 Arbitrage : Steve Martin | Cardiff City Stadium, Cardiff Spectateurs : 6 592 Arbitrage : Steve Martin |

|  | Coventry City (4) | 1 - 3   | Blackburn Rovers (3)                   |                                                                      |                                                                      |
|  | Nazon 22e         | (1 - 2) | Evans 16e · Smallwood 33e · Samuel 56e | Ricoh Arena, Coventry Spectateurs : 5 372 Arbitrage : Darren England | Ricoh Arena, Coventry Spectateurs : 5 372 Arbitrage : Darren England |
|  | Rapport           |         |                                        | Ricoh Arena, Coventry Spectateurs : 5 372 Arbitrage : Darren England | Ricoh Arena, Coventry Spectateurs : 5 372 Arbitrage : Darren England |

|  | Exeter City (4) | 1 - 2   | Charlton Athletic (3)         |                                                                    |                                                                    |
|  | Holmes 54e      | (0 - 0) | Clarke 72e · Charles-Cook 79e | St James Park, Exeter Spectateurs : 2 699 Arbitrage : Tim Robinson | St James Park, Exeter Spectateurs : 2 699 Arbitrage : Tim Robinson |
|  | Rapport         |         |                               | St James Park, Exeter Spectateurs : 2 699 Arbitrage : Tim Robinson | St James Park, Exeter Spectateurs : 2 699 Arbitrage : Tim Robinson |

|  | Fleetwood Town (3) | 1 - 2 a. p. | Carlisle United (4)            |                                                                              |                                                                              |
|  | Hiwula 69e         | (0 - 1)     | S. Miller 22e · T. Miller 101e | Highbury Stadium, Fleetwood Spectateurs : 1 711 Arbitrage : Graham Salisbury | Highbury Stadium, Fleetwood Spectateurs : 1 711 Arbitrage : Graham Salisbury |
|  | Rapport            |             |                                | Highbury Stadium, Fleetwood Spectateurs : 1 711 Arbitrage : Graham Salisbury | Highbury Stadium, Fleetwood Spectateurs : 1 711 Arbitrage : Graham Salisbury |

|  | Forest Green Rovers (4) | 0 - 1 a. p. | Milton Keynes Dons (3) |                                                                            |                                                                            |
|  |                         | (0 - 0)     | Ariyibi 110e           | The New Lawn, Nailsworth Spectateurs : 1 608 Arbitrage : Anthony Backhouse | The New Lawn, Nailsworth Spectateurs : 1 608 Arbitrage : Anthony Backhouse |
|  | Rapport                 |             |                        | The New Lawn, Nailsworth Spectateurs : 1 608 Arbitrage : Anthony Backhouse | The New Lawn, Nailsworth Spectateurs : 1 608 Arbitrage : Anthony Backhouse |

|  | Luton Town (4) | 0 - 2   | Ipswich Town (2)     |                                                                    |                                                                    |
|  |                | (0 - 1) | McGoldrick 34e 90+3e | Kenilworth Road, Luton Spectateurs : 4 610 Arbitrage : Andy Haines | Kenilworth Road, Luton Spectateurs : 4 610 Arbitrage : Andy Haines |
|  | Rapport        |         |                      | Kenilworth Road, Luton Spectateurs : 4 610 Arbitrage : Andy Haines | Kenilworth Road, Luton Spectateurs : 4 610 Arbitrage : Andy Haines |

|  | Mansfield Town (4) | 0 - 1   | Rochdale (3) |                                                                         |                                                                         |
|  |                    | (0 - 1) | Camps 17e    | One Call Stadium, Mansfield Spectateurs : 1 457 Arbitrage : Andy Madley | One Call Stadium, Mansfield Spectateurs : 1 457 Arbitrage : Andy Madley |
|  | Rapport            |         |              | One Call Stadium, Mansfield Spectateurs : 1 457 Arbitrage : Andy Madley | One Call Stadium, Mansfield Spectateurs : 1 457 Arbitrage : Andy Madley |

|  | Millwall (3)    | 2 - 0   | Stevenage (4) |                                                               |                                                               |
|  | Elliott 54e 67e | (0 - 0) |               | The Den, Londres Spectateurs : 3 096 Arbitrage : Simon Hooper | The Den, Londres Spectateurs : 3 096 Arbitrage : Simon Hooper |
|  | Rapport         |         |               | The Den, Londres Spectateurs : 3 096 Arbitrage : Simon Hooper | The Den, Londres Spectateurs : 3 096 Arbitrage : Simon Hooper |

|  | Norwich City (2)                         | 3 - 2   | Swindon Town (4)                 |                                                                        |                                                                        |
|  | Jerome 27e · Hoolahan 39e · Maddison 42e | (3 - 1) | Lancashire 25e · Paul Mullin 62e | Carrow Road, Norwich Spectateurs : 13 166 Arbitrage : Geoff Eltringham | Carrow Road, Norwich Spectateurs : 13 166 Arbitrage : Geoff Eltringham |
|  | Rapport                                  |         |                                  | Carrow Road, Norwich Spectateurs : 13 166 Arbitrage : Geoff Eltringham | Carrow Road, Norwich Spectateurs : 13 166 Arbitrage : Geoff Eltringham |

|  | Nottingham Forest (2)             | 2 - 1   | Shrewsbury Town (3) |                                                                    |                                                                    |
|  | Carayol 29e (pen.) · Cummings 75e | (1 - 0) | Whalley 79e (pen.)  | City Ground, Nottingham Spectateurs : 7 546 Arbitrage : John Busby | City Ground, Nottingham Spectateurs : 7 546 Arbitrage : John Busby |
|  | Rapport                           |         |                     | City Ground, Nottingham Spectateurs : 7 546 Arbitrage : John Busby | City Ground, Nottingham Spectateurs : 7 546 Arbitrage : John Busby |

|  | Oxford United (3)                         | 3 - 4 a. p. | Cheltenham Town (4)          |                                                                       |                                                                       |
|  | Johnson 21e (pen.) · Obika 31e · Xemi 42e | (3 - 1)     | Eisa 9e 99e · Wright 66e 90e | Kassam Stadium, Oxford Spectateurs : 3 179 Arbitrage : Graham Horwood | Kassam Stadium, Oxford Spectateurs : 3 179 Arbitrage : Graham Horwood |
|  | Rapport                                   |             |                              | Kassam Stadium, Oxford Spectateurs : 3 179 Arbitrage : Graham Horwood | Kassam Stadium, Oxford Spectateurs : 3 179 Arbitrage : Graham Horwood |

|  | Peterborough United (3) | 1 - 3   | Barnet (4)                                    |                                                                                   |                                                                                   |
|  | Edwards 30e             | (1 - 2) | Akpa-Akpro 22e · Vilhete 39e · Coulthirst 58e | London Road Stadium, Peterborough Spectateurs : 2 725 Arbitrage : Tony Harrington | London Road Stadium, Peterborough Spectateurs : 2 725 Arbitrage : Tony Harrington |
|  | Rapport                 |         |                                               | London Road Stadium, Peterborough Spectateurs : 2 725 Arbitrage : Tony Harrington | London Road Stadium, Peterborough Spectateurs : 2 725 Arbitrage : Tony Harrington |

|  | Queens Park Rangers (2) | 1 - 0   | Northampton Town (3) |                                                                         |                                                                         |
|  | N'Gbakoto 36e           | (1 - 0) |                      | Loftus Road, Londres Spectateurs : 4 317 Arbitrage : Charles Breakspear | Loftus Road, Londres Spectateurs : 4 317 Arbitrage : Charles Breakspear |
|  | Rapport                 |         |                      | Loftus Road, Londres Spectateurs : 4 317 Arbitrage : Charles Breakspear | Loftus Road, Londres Spectateurs : 4 317 Arbitrage : Charles Breakspear |

|  | Reading (2)   | 2 - 0   | Gillingham (3) |                                                                          |                                                                          |
|  | Kelly 71e 86e | (0 - 0) |                | Madejski Stadium, Reading Spectateurs : 5 936 Arbitrage : Brett Huxtable | Madejski Stadium, Reading Spectateurs : 5 936 Arbitrage : Brett Huxtable |
|  | Rapport       |         |                | Madejski Stadium, Reading Spectateurs : 5 936 Arbitrage : Brett Huxtable | Madejski Stadium, Reading Spectateurs : 5 936 Arbitrage : Brett Huxtable |

|  | Rotherham United (3)    | 2 - 1   | Lincoln City (4) |                                                                             |                                                                             |
|  | Proctor 39e · Forde 78e | (1 - 0) | Knott 64e        | New York Stadium, Rotherham Spectateurs : 5 489 Arbitrage : Seb Stockbridge | New York Stadium, Rotherham Spectateurs : 5 489 Arbitrage : Seb Stockbridge |
|  | Rapport                 |         |                  | New York Stadium, Rotherham Spectateurs : 5 489 Arbitrage : Seb Stockbridge | New York Stadium, Rotherham Spectateurs : 5 489 Arbitrage : Seb Stockbridge |

|                                                            | Scunthorpe United (3)          | 3 - 3 6 - 5 t. a. b.                                 | Notts County(4)                        |                                                                      |                                                                      |
|                                                            | Madden 69e (pen.) · Holmes 86e | (0 - 1)                                              | Grant 22e · Brisley 90+2e · Yates 117e | Glanford Park, Scunthorpe Spectateurs : 1 874 Arbitrage : David Webb | Glanford Park, Scunthorpe Spectateurs : 1 874 Arbitrage : David Webb |
|                                                            | Rapport                        |                                                      |                                        | Glanford Park, Scunthorpe Spectateurs : 1 874 Arbitrage : David Webb | Glanford Park, Scunthorpe Spectateurs : 1 874 Arbitrage : David Webb |
| Madden · van Veen · Adelakun · Townsend · Redmond · Holmes | Tirs au but 6 - 5              | Smith · Thompson · Milsom · Brisley · Forte · Toolte |                                        | Glanford Park, Scunthorpe Spectateurs : 1 874 Arbitrage : David Webb | Glanford Park, Scunthorpe Spectateurs : 1 874 Arbitrage : David Webb |

|  | Sheffield Wednesday (2)                                   | 4 - 1   | Chesterfield (4)  |                                                                     |                                                                     |
|  | Hooper 43e · Fletcher 45+2e · Bannan 75e · Hutchinson 83e | (2 - 1) | Dennis 38e (pen.) | Hillsborough, Sheffield Spectateurs : 11 682 Arbitrage : Ross Joyce | Hillsborough, Sheffield Spectateurs : 11 682 Arbitrage : Ross Joyce |
|  | Rapport                                                   |         |                   | Hillsborough, Sheffield Spectateurs : 11 682 Arbitrage : Ross Joyce | Hillsborough, Sheffield Spectateurs : 11 682 Arbitrage : Ross Joyce |

|  | Southend United (3) | 0 - 2   | Newport County (4) |                                                                            |                                                                            |
|  |                     | (0 - 0) | McCoulsky 52e 58e  | Roots Hall, Southend-on-Sea Spectateurs : 2 998 Arbitrage : Antony Coggins | Roots Hall, Southend-on-Sea Spectateurs : 2 998 Arbitrage : Antony Coggins |
|  | Rapport             |         |                    | Roots Hall, Southend-on-Sea Spectateurs : 2 998 Arbitrage : Antony Coggins | Roots Hall, Southend-on-Sea Spectateurs : 2 998 Arbitrage : Antony Coggins |

|  | Wigan Athletic (3)         | 2 - 1   | Blackpool (3)   |                                                                   |                                                                   |
|  | Laurent 17e · Flores 45+1e | (2 - 0) | Gnanduillet 59e | DW Stadium, Wigan Spectateurs : 3 391 Arbitrage : Chris Sarginson | DW Stadium, Wigan Spectateurs : 3 391 Arbitrage : Chris Sarginson |
|  | Rapport                    |         |                 | DW Stadium, Wigan Spectateurs : 3 391 Arbitrage : Chris Sarginson | DW Stadium, Wigan Spectateurs : 3 391 Arbitrage : Chris Sarginson |

|  | Wolverhampton Wanderers (2) | 1 - 0   | Yeovil Town (4) |                                                                              |                                                                              |
|  | Dicko 76e                   | (0 - 0) |                 | Molineux Stadium, Wolverhampton Spectateurs : 9 478 Arbitrage : Robert Lewis | Molineux Stadium, Wolverhampton Spectateurs : 9 478 Arbitrage : Robert Lewis |
|  | Rapport                     |         |                 | Molineux Stadium, Wolverhampton Spectateurs : 9 478 Arbitrage : Robert Lewis | Molineux Stadium, Wolverhampton Spectateurs : 9 478 Arbitrage : Robert Lewis |

|  | Wycombe Wanderers (4) | 0 - 2   | Fulham (2)            |                                                                     |                                                                     |
|  |                       | (0 - 0) | Piazon 67e · Odoi 81e | Adams Park, High Wycombe Spectateurs : 3 639 Arbitrage : Gavin Ward | Adams Park, High Wycombe Spectateurs : 3 639 Arbitrage : Gavin Ward |
|  | Rapport               |         |                       | Adams Park, High Wycombe Spectateurs : 3 639 Arbitrage : Gavin Ward | Adams Park, High Wycombe Spectateurs : 3 639 Arbitrage : Gavin Ward |

| 9 août 2017 | Colchester United (4) | 1 - 2   | Aston Villa (2)           |                                                                                        |                                                                                        |
|             | Kent 39e              | (1 - 2) | Hogan 7e · Kent 19e (csc) | Weston Homes Community Stadium, Colchester Spectateurs : 6 603 Arbitrage : John Brooks | Weston Homes Community Stadium, Colchester Spectateurs : 6 603 Arbitrage : John Brooks |
|             | Rapport               |         |                           | Weston Homes Community Stadium, Colchester Spectateurs : 6 603 Arbitrage : John Brooks | Weston Homes Community Stadium, Colchester Spectateurs : 6 603 Arbitrage : John Brooks |

|  | Crewe Alexandra (4) | 1 - 2   | Bolton Wanderers (2)      |                                                                       |                                                                       |
|  | Porter 42e          | (1 - 0) | Armstrong 70e · Derik 81e | Alexandra Stadium, Crewe Spectateurs : 3 167 Arbitrage : Mark Heywood | Alexandra Stadium, Crewe Spectateurs : 3 167 Arbitrage : Mark Heywood |
|  | Rapport             |         |                           | Alexandra Stadium, Crewe Spectateurs : 3 167 Arbitrage : Mark Heywood | Alexandra Stadium, Crewe Spectateurs : 3 167 Arbitrage : Mark Heywood |

|  | Leeds United (2)              | 4 - 1   | Port Vale (4) |                                                                  |                                                                  |
|  | Sáiz 13e 60e 62e · Ekuban 83e | (1 - 1) | Tonge 36e     | Elland Road, Leeds Spectateurs : 15 431 Arbitrage : Peter Bankes | Elland Road, Leeds Spectateurs : 15 431 Arbitrage : Peter Bankes |
|  | Rapport                       |         |               | Elland Road, Leeds Spectateurs : 15 431 Arbitrage : Peter Bankes | Elland Road, Leeds Spectateurs : 15 431 Arbitrage : Peter Bankes |

|  | Oldham Athletic (3)           | 2 - 3   | Burton Albion (2)                        |                                                                    |                                                                    |
|  | Green 55e · Davies 67e (pen.) | (0 - 0) | Varney 47e · Lund 69e · Akins 86e (pen.) | Boundary Park, Oldham Spectateurs : 2 176 Arbitrage : Scott Duncan | Boundary Park, Oldham Spectateurs : 2 176 Arbitrage : Scott Duncan |
|  | Rapport                       |         |                                          | Boundary Park, Oldham Spectateurs : 2 176 Arbitrage : Scott Duncan | Boundary Park, Oldham Spectateurs : 2 176 Arbitrage : Scott Duncan |

|  | Sheffield United (2)                          | 3 - 2   | Walsall (3)                         |                                                                      |                                                                      |
|  | Roberts 74e (csc) · Thomas 79e · Lafferty 82e | (0 - 1) | Bakayoko 13e · Oztumer 90+1e (pen.) | Bramall Lane, Sheffield Spectateurs : 5 210 Arbitrage : Kevin Friend | Bramall Lane, Sheffield Spectateurs : 5 210 Arbitrage : Kevin Friend |
|  | Rapport                                       |         |                                     | Bramall Lane, Sheffield Spectateurs : 5 210 Arbitrage : Kevin Friend | Bramall Lane, Sheffield Spectateurs : 5 210 Arbitrage : Kevin Friend |

| 10 août 2017 | Bury (3) | 0 - 1   | Sunderland (2) |                                                              |                                                              |
|              |          | (0 - 0) | Honeyman 69e   | Gigg Lane, Bury Spectateurs : 3 470 Arbitrage : Robert Jones | Gigg Lane, Bury Spectateurs : 3 470 Arbitrage : Robert Jones |
|              | Rapport  |         |                | Gigg Lane, Bury Spectateurs : 3 470 Arbitrage : Robert Jones | Gigg Lane, Bury Spectateurs : 3 470 Arbitrage : Robert Jones |

| 22 août 2017 | Grimsby Town (4) | 0 - 1   | Derby County (2) |                                                                          |                                                                          |
|              |                  | (0 - 0) | Vydra 53e (pen.) | Blundell Park, Cleethorpes Spectateurs : 3 033 Arbitrage : Trevor Kettle | Blundell Park, Cleethorpes Spectateurs : 3 033 Arbitrage : Trevor Kettle |
|              | Rapport          |         |                  | Blundell Park, Cleethorpes Spectateurs : 3 033 Arbitrage : Trevor Kettle | Blundell Park, Cleethorpes Spectateurs : 3 033 Arbitrage : Trevor Kettle |

## Deuxième tour
| 22 août 2017 | Accrington Stanley (4) | 1 - 3   | West Bromwich Albion (1)                  |                                                                         |                                                                         |
|              | Dallison 86e           | (0 - 2) | Rondón 11e · Phillips 31e · Rodriguez 64e | Wham Stadium, Accrington Spectateurs : 2 699 Arbitrage : Jeremy Simpson | Wham Stadium, Accrington Spectateurs : 2 699 Arbitrage : Jeremy Simpson |
|              | Rapport                |         |                                           | Wham Stadium, Accrington Spectateurs : 2 699 Arbitrage : Jeremy Simpson | Wham Stadium, Accrington Spectateurs : 2 699 Arbitrage : Jeremy Simpson |

|  | Aston Villa (2)                            | 4 - 1   | Wigan Athletic (3) |                                                                         |                                                                         |
|  | Hogan 19e 44e · Adomah 36e · Bjarnason 74e | (3 - 1) | Colclough 43e      | Villa Park, Birmingham Spectateurs : 18 108 Arbitrage : Darren Drysdale | Villa Park, Birmingham Spectateurs : 18 108 Arbitrage : Darren Drysdale |
|  | Rapport                                    |         |                    | Villa Park, Birmingham Spectateurs : 18 108 Arbitrage : Darren Drysdale | Villa Park, Birmingham Spectateurs : 18 108 Arbitrage : Darren Drysdale |

|  | Birmingham City (2) | 1 - 2 | Bournemouth (1)       |                                                                          |                                                                          |
|  | Kieftenbeld 11e     |       | Fraser 46e · Pugh 68e | St Andrew's, Birmingham Spectateurs : 8 245 Arbitrage : Geoff Eltringham | St Andrew's, Birmingham Spectateurs : 8 245 Arbitrage : Geoff Eltringham |
|  | Rapport             |       |                       | St Andrew's, Birmingham Spectateurs : 8 245 Arbitrage : Geoff Eltringham | St Andrew's, Birmingham Spectateurs : 8 245 Arbitrage : Geoff Eltringham |

|  | Brighton & Hove Albion (1) | 1 - 0   | Barnet (4) |                                                                        |                                                                        |
|  | Tilley 53e                 | (0 - 0) |            | Falmer Stadium, Brighton Spectateurs : 11 414 Arbitrage : Steve Martin | Falmer Stadium, Brighton Spectateurs : 11 414 Arbitrage : Steve Martin |
|  | Rapport                    |         |            | Falmer Stadium, Brighton Spectateurs : 11 414 Arbitrage : Steve Martin | Falmer Stadium, Brighton Spectateurs : 11 414 Arbitrage : Steve Martin |

|  | Bolton Wanderers (2)                             | 3 - 2   | Sheffield Wednesday (2) |                                                                   |                                                                   |
|  | Dervite 42e · Armstrong 57e (pen.) · Karacan 64e | (2 - 0) | Rhodes 76e 83e          | Macron Stadium, Bolton Spectateurs : 6 385 Arbitrage : David Webb | Macron Stadium, Bolton Spectateurs : 6 385 Arbitrage : David Webb |
|  | Rapport                                          |         |                         | Macron Stadium, Bolton Spectateurs : 6 385 Arbitrage : David Webb | Macron Stadium, Bolton Spectateurs : 6 385 Arbitrage : David Webb |

|  | Cardiff City (2) | 1 - 2   | Burton Albion (2)    |                                                                          |                                                                          |
|  | Pilkington 76e   | (0 - 1) | Naylor 26e · Fox 70e | Cardiff City Stadium, Cardiff Spectateurs : 5 820 Arbitrage : John Busby | Cardiff City Stadium, Cardiff Spectateurs : 5 820 Arbitrage : John Busby |
|  | Rapport          |         |                      | Cardiff City Stadium, Cardiff Spectateurs : 5 820 Arbitrage : John Busby | Cardiff City Stadium, Cardiff Spectateurs : 5 820 Arbitrage : John Busby |

|  | Carlisle United (4) | 1 - 2   | Sunderland (2)       |                                                                    |                                                                    |
|  | Grainger 60e        | (0 - 1) | Love 25e · Gooch 80e | Brunton Park, Carlisle Spectateurs : 8 187 Arbitrage : Darren Bond | Brunton Park, Carlisle Spectateurs : 8 187 Arbitrage : Darren Bond |
|  | Rapport             |         |                      | Brunton Park, Carlisle Spectateurs : 8 187 Arbitrage : Darren Bond | Brunton Park, Carlisle Spectateurs : 8 187 Arbitrage : Darren Bond |

|  | Crystal Palace (1) | 2 - 1   | Ipswich Town (2) |                                                                    |                                                                    |
|  | McArthur 76e 84e   | (0 - 0) | Celina 90+1e     | Selhurst Park, Londres Spectateurs : 9 837 Arbitrage : Andy Davies | Selhurst Park, Londres Spectateurs : 9 837 Arbitrage : Andy Davies |
|  | Rapport            |         |                  | Selhurst Park, Londres Spectateurs : 9 837 Arbitrage : Andy Davies | Selhurst Park, Londres Spectateurs : 9 837 Arbitrage : Andy Davies |

|  | Doncaster Rovers (3) | 2 - 0   | Hull City (2) |                                                                              |                                                                              |
|  | May 48e · Rowe 54e   | (0 - 0) |               | Keepmoat Stadium, Doncaster Spectateurs : 7 139 Arbitrage : Graham Salisbury | Keepmoat Stadium, Doncaster Spectateurs : 7 139 Arbitrage : Graham Salisbury |
|  | Rapport              |         |               | Keepmoat Stadium, Doncaster Spectateurs : 7 139 Arbitrage : Graham Salisbury | Keepmoat Stadium, Doncaster Spectateurs : 7 139 Arbitrage : Graham Salisbury |

|  | Fulham (2) | 0 - 1   | Bristol Rovers (3) |                                                                         |                                                                         |
|  |            | (0 - 1) | Harrison 13e       | Craven Cottage, Londres Spectateurs : 6 243 Arbitrage : Dean Whitestone | Craven Cottage, Londres Spectateurs : 6 243 Arbitrage : Dean Whitestone |
|  | Rapport    |         |                    | Craven Cottage, Londres Spectateurs : 6 243 Arbitrage : Dean Whitestone | Craven Cottage, Londres Spectateurs : 6 243 Arbitrage : Dean Whitestone |

|  | Leeds United (2)                                  | 5 - 1   | Newport County (4) |                                                                |                                                                |
|  | Roofe 44e 49e 65e · Sáiz 78e · Ronaldo Vieira 89e | (1 - 1) | Labadie 33e        | Elland Road, Leeds Spectateurs : 17 098 Arbitrage : Ross Joyce | Elland Road, Leeds Spectateurs : 17 098 Arbitrage : Ross Joyce |
|  | Rapport                                           |         |                    | Elland Road, Leeds Spectateurs : 17 098 Arbitrage : Ross Joyce | Elland Road, Leeds Spectateurs : 17 098 Arbitrage : Ross Joyce |

|  | Middlesbrough (2)                    | 3 - 0   | Scunthorpe United (3) |                                                                                 |                                                                                 |
|  | Fábio 17e · Baker 30e · Fletcher 55e | (2 - 0) |                       | Riverside Stadium, Middlesbrough Spectateurs : 12 679 Arbitrage : Andrew Madley | Riverside Stadium, Middlesbrough Spectateurs : 12 679 Arbitrage : Andrew Madley |
|  | Rapport                              |         |                       | Riverside Stadium, Middlesbrough Spectateurs : 12 679 Arbitrage : Andrew Madley | Riverside Stadium, Middlesbrough Spectateurs : 12 679 Arbitrage : Andrew Madley |

|  | MK Dons (3) | 1 - 4   | Swansea City (1)                     |                                                                     |                                                                     |
|  | Seager 17e  | (1 - 1) | Fer 19e 60e · Abraham 71e · Ayew 86e | Stadium mk, Milton Keynes Spectateurs : 5 162 Arbitrage : Rob Jones | Stadium mk, Milton Keynes Spectateurs : 5 162 Arbitrage : Rob Jones |
|  | Rapport     |         |                                      | Stadium mk, Milton Keynes Spectateurs : 5 162 Arbitrage : Rob Jones | Stadium mk, Milton Keynes Spectateurs : 5 162 Arbitrage : Rob Jones |

|  | Norwich City (2)                           | 4 - 1   | Charlton Athletic (3) |                                                                   |                                                                   |
|  | Murphy 21e 52e · Watkins 74e · Trybull 89e | (1 - 1) | Novak 5e              | Carrow Road, Norwich Spectateurs : 12 521 Arbitrage : Andy Haines | Carrow Road, Norwich Spectateurs : 12 521 Arbitrage : Andy Haines |
|  | Rapport                                    |         |                       | Carrow Road, Norwich Spectateurs : 12 521 Arbitrage : Andy Haines | Carrow Road, Norwich Spectateurs : 12 521 Arbitrage : Andy Haines |

|  | Queens Park Rangers (2) | 1 - 4   | Brentford (2)                                                |                                                                      |                                                                      |
|  | Furlong 43e             | (1 - 3) | Borysiuk 10e (csc) · John Egan 19e · Maupay 32e · Clarke 83e | Loftus Road, Londres Spectateurs : 9 719 Arbitrage : Chris Sarginson | Loftus Road, Londres Spectateurs : 9 719 Arbitrage : Chris Sarginson |
|  | Rapport                 |         |                                                              | Loftus Road, Londres Spectateurs : 9 719 Arbitrage : Chris Sarginson | Loftus Road, Londres Spectateurs : 9 719 Arbitrage : Chris Sarginson |

|  | Reading (2)                          | 3 - 1 a. p. | Millwall (2) |                                                                              |                                                                              |
|  | Bacuna 34e · Evans 105e · Smith 117e | (1 - 1)     | Ferguson 37e | Madejski Stadium, Reading Spectateurs : 7 148 Arbitrage : Charles Breakspear | Madejski Stadium, Reading Spectateurs : 7 148 Arbitrage : Charles Breakspear |
|  | Rapport                              |             |              | Madejski Stadium, Reading Spectateurs : 7 148 Arbitrage : Charles Breakspear | Madejski Stadium, Reading Spectateurs : 7 148 Arbitrage : Charles Breakspear |

|  | Sheffield United (2) | 1 - 4   | Leicester City (1)                      |                                                                          |                                                                          |
|  | Lavery 83e           | (0 - 0) | Gray 52e · Slimani 63e 67e · Musa 90+3e | Bramall Lane, Sheffield Spectateurs : 11 280 Arbitrage : Tony Harrington | Bramall Lane, Sheffield Spectateurs : 11 280 Arbitrage : Tony Harrington |
|  | Rapport              |         |                                         | Bramall Lane, Sheffield Spectateurs : 11 280 Arbitrage : Tony Harrington | Bramall Lane, Sheffield Spectateurs : 11 280 Arbitrage : Tony Harrington |

|  | Watford (1)                 | 2 - 3   | Bristol City (2)                      |                                                                     |                                                                     |
|  | Capoue 47e · Mariappa 90+5e | (0 - 0) | Hinds 59e · Reid 67e · Eliasson 90+3e | Vicarage Road, Watford Spectateurs : 9 003 Arbitrage : Tim Robinson | Vicarage Road, Watford Spectateurs : 9 003 Arbitrage : Tim Robinson |
|  | Rapport                     |         |                                       | Vicarage Road, Watford Spectateurs : 9 003 Arbitrage : Tim Robinson | Vicarage Road, Watford Spectateurs : 9 003 Arbitrage : Tim Robinson |

| 23 août 2017 | Blackburn Rovers (3) | 0 - 2   | Burnley (1)            |                                                                     |                                                                     |
|              |                      | (0 - 2) | Cork 27e · Brady 45+4e | Ewood Park, Blackburn Spectateurs : 16 313 Arbitrage : Simon Hooper | Ewood Park, Blackburn Spectateurs : 16 313 Arbitrage : Simon Hooper |
|              | Rapport              |         |                        | Ewood Park, Blackburn Spectateurs : 16 313 Arbitrage : Simon Hooper | Ewood Park, Blackburn Spectateurs : 16 313 Arbitrage : Simon Hooper |

|  | Cheltenham Town (4) | 0 - 2   | West Ham United (1)  |                                                                          |                                                                          |
|  |                     | (0 - 2) | Sakho 40e · Ayew 43e | Whaddon Road, Cheltenham Spectateurs : 6 259 Arbitrage : Oliver Langford | Whaddon Road, Cheltenham Spectateurs : 6 259 Arbitrage : Oliver Langford |
|  | Rapport             |         |                      | Whaddon Road, Cheltenham Spectateurs : 6 259 Arbitrage : Oliver Langford | Whaddon Road, Cheltenham Spectateurs : 6 259 Arbitrage : Oliver Langford |

|  | Huddersfield Town (1)           | 2 - 1   | Rotherham United (3) |                                                                                 |                                                                                 |
|  | Billing 52e (pen.) · Lolley 54e | (0 - 1) | Ajayi 1re            | John Smith's Stadium, Huddersfield Spectateurs : 8 290 Arbitrage : Peter Bankes | John Smith's Stadium, Huddersfield Spectateurs : 8 290 Arbitrage : Peter Bankes |
|  | Rapport                         |         |                      | John Smith's Stadium, Huddersfield Spectateurs : 8 290 Arbitrage : Peter Bankes | John Smith's Stadium, Huddersfield Spectateurs : 8 290 Arbitrage : Peter Bankes |

|  | Newcastle United (1)       | 2 - 3 a. p. | Nottingham Forest (2)         |                                                                                     |                                                                                     |
|  | Mitrović 3e · Aarons 45+1e | (2 - 2)     | Cummings 29e 31e · Walker 97e | St James' Park, Newcastle upon Tyne Spectateurs : 27 709 Arbitrage : Darren England | St James' Park, Newcastle upon Tyne Spectateurs : 27 709 Arbitrage : Darren England |
|  | Rapport                    |             |                               | St James' Park, Newcastle upon Tyne Spectateurs : 27 709 Arbitrage : Darren England | St James' Park, Newcastle upon Tyne Spectateurs : 27 709 Arbitrage : Darren England |

|  | Southampton (1) | 0 - 2   | Wolverhampton Wanderers (2) |                                                                                 |                                                                                 |
|  |                 | (0 - 0) | Batth 67e · Wilson 87e      | St Mary's Stadium, Southampton Spectateurs : 17 931 Arbitrage : James Linington | St Mary's Stadium, Southampton Spectateurs : 17 931 Arbitrage : James Linington |
|  | Rapport         |         |                             | St Mary's Stadium, Southampton Spectateurs : 17 931 Arbitrage : James Linington | St Mary's Stadium, Southampton Spectateurs : 17 931 Arbitrage : James Linington |

|  | Stoke City (1)                         | 4 - 0   | Rochdale (3) |                                                                             |                                                                             |
|  | Allen 16e 42e · Crouch 29e · Sobhi 80e | (3 - 0) |              | Bet365 Stadium, Stoke-on-Trent Spectateurs : 9 930 Arbitrage : Scott Duncan | Bet365 Stadium, Stoke-on-Trent Spectateurs : 9 930 Arbitrage : Scott Duncan |
|  | Rapport                                |         |              | Bet365 Stadium, Stoke-on-Trent Spectateurs : 9 930 Arbitrage : Scott Duncan | Bet365 Stadium, Stoke-on-Trent Spectateurs : 9 930 Arbitrage : Scott Duncan |

| 12 septembre 2017 | Barnsley (2)                             | 3 - 2   | Derby County (2)         |                                                                          |                                                                          |
| 20h45             | Jackson 18e · Bradshaw 73e · Hammill 88e | (1 - 2) | Russell 6e · Bennett 39e | Oakwell Stadium, Barnsley Spectateurs : 7 163 Arbitrage : Eddie Ilderton | Oakwell Stadium, Barnsley Spectateurs : 7 163 Arbitrage : Eddie Ilderton |
| 20h45             | Rapport                                  |         |                          | Oakwell Stadium, Barnsley Spectateurs : 7 163 Arbitrage : Eddie Ilderton | Oakwell Stadium, Barnsley Spectateurs : 7 163 Arbitrage : Eddie Ilderton |

## Troisième tour
| 19 septembre 2017 | Aston Villa (2) | 0 - 2   | Middlesbrough (2)      |                                                                      |                                                                      |
| 19h45             |                 | (0 - 0) | Bamford 58e 67e (pen.) | Villa Park, Birmingham Spectateurs : 11 197 Arbitrage : Steve Martin | Villa Park, Birmingham Spectateurs : 11 197 Arbitrage : Steve Martin |
| 19h45             | Rapport         |         |                        | Villa Park, Birmingham Spectateurs : 11 197 Arbitrage : Steve Martin | Villa Park, Birmingham Spectateurs : 11 197 Arbitrage : Steve Martin |

|       | Bournemouth (1) | 1 - 0 a. p. | Brighton & Hove Albion (1) |                                                                       |                                                                       |
| 19h45 | King 99e        | (0 - 0)     |                            | Dean Court, Bournemouth Spectateurs : 10 372 Arbitrage : Kevin Friend | Dean Court, Bournemouth Spectateurs : 10 372 Arbitrage : Kevin Friend |
| 19h45 | Rapport         |             |                            | Dean Court, Bournemouth Spectateurs : 10 372 Arbitrage : Kevin Friend | Dean Court, Bournemouth Spectateurs : 10 372 Arbitrage : Kevin Friend |

|       | Brentford (2) | 1 - 3  | Norwich City (2)                    |                                                                         |                                                                         |
| 19h45 | Clarke 90+1e  | (0 -1) | Vrančić 10e (pen.) 51e · Murphy 68e | Griffin Park, Brentford Spectateurs : 4 863 Arbitrage : James Linington | Griffin Park, Brentford Spectateurs : 4 863 Arbitrage : James Linington |
| 19h45 | Rapport       |        |                                     | Griffin Park, Brentford Spectateurs : 4 863 Arbitrage : James Linington | Griffin Park, Brentford Spectateurs : 4 863 Arbitrage : James Linington |

|       | Bristol City (2)          | 2 - 0   | Stoke City (1) |                                                                                |                                                                                |
| 19h45 | Diedhiou 50e · Taylor 60e | (0 - 0) |                | Ashton Gate Stadium, Bristol Spectateurs : 13 826 Arbitrage : Geoff Eltringham | Ashton Gate Stadium, Bristol Spectateurs : 13 826 Arbitrage : Geoff Eltringham |
| 19h45 | Rapport                   |         |                | Ashton Gate Stadium, Bristol Spectateurs : 13 826 Arbitrage : Geoff Eltringham | Ashton Gate Stadium, Bristol Spectateurs : 13 826 Arbitrage : Geoff Eltringham |

|       | Burnley (1)                       | 2 - 2 3 - 5 t. a. b. | Leeds United (2)                               |                                                                 |                                                                 |
| 19h45 | Wood 89e · Brady 90+6e            | (0 - 0)              | Sacko 80e · Hernández 90+4e (pen.)             | Turf Moor, Burnley Spectateurs : 11 799 Arbitrage : Darren Bond | Turf Moor, Burnley Spectateurs : 11 799 Arbitrage : Darren Bond |
| 19h45 | Rapport                           |                      |                                                | Turf Moor, Burnley Spectateurs : 11 799 Arbitrage : Darren Bond | Turf Moor, Burnley Spectateurs : 11 799 Arbitrage : Darren Bond |
| 19h45 | Wood · Barnes · Brady · Tarkowski | Tirs au but 3 - 5    | Lasogga · Hernández · Klich · Alioski · Dallas | Turf Moor, Burnley Spectateurs : 11 799 Arbitrage : Darren Bond | Turf Moor, Burnley Spectateurs : 11 799 Arbitrage : Darren Bond |

|       | Crystal Palace (1) | 1 - 0   | Huddersfield Town (1) |                                                                    |                                                                    |
| 19h45 | Sako 13e           | (1 - 0) |                       | Selhurst Park, Londres Spectateurs : 6 607 Arbitrage : Lee Probert | Selhurst Park, Londres Spectateurs : 6 607 Arbitrage : Lee Probert |
| 19h45 | Rapport            |         |                       | Selhurst Park, Londres Spectateurs : 6 607 Arbitrage : Lee Probert | Selhurst Park, Londres Spectateurs : 6 607 Arbitrage : Lee Probert |

|       | Leicester City (1)        | 2 - 0   | Liverpool (1) |                                                                               |                                                                               |
| 19h45 | Okazaki 65e · Slimani 78e | (0 - 0) |               | King Power Stadium, Leicester Spectateurs : 31 609 Arbitrage : Stuart Attwell | King Power Stadium, Leicester Spectateurs : 31 609 Arbitrage : Stuart Attwell |
| 19h45 | Rapport                   |         |               | King Power Stadium, Leicester Spectateurs : 31 609 Arbitrage : Stuart Attwell | King Power Stadium, Leicester Spectateurs : 31 609 Arbitrage : Stuart Attwell |

|       | Reading (2) | 0 - 2   | Swansea City (1)      |                                                                       |                                                                       |
| 20h00 |             | (0 - 2) | Mawson 52e · Ayew 83e | Madejski Stadium, Reading Spectateurs : 8 729 Arbitrage : Andy Davies | Madejski Stadium, Reading Spectateurs : 8 729 Arbitrage : Andy Davies |
| 20h00 | Rapport     |         |                       | Madejski Stadium, Reading Spectateurs : 8 729 Arbitrage : Andy Davies | Madejski Stadium, Reading Spectateurs : 8 729 Arbitrage : Andy Davies |

|       | Tottenham Hotspur (1) | 1 - 0   | Barnsley (2) |                                                                |                                                                |
| 20h00 | Alli 65e              | (0 - 0) |              | Wembley, Londres Spectateurs : 23 826 Arbitrage : Tim Robinson | Wembley, Londres Spectateurs : 23 826 Arbitrage : Tim Robinson |
| 20h00 | [ Rapport]            |         |              | Wembley, Londres Spectateurs : 23 826 Arbitrage : Tim Robinson | Wembley, Londres Spectateurs : 23 826 Arbitrage : Tim Robinson |

|       | West Ham United (1)                    | 3 - 0   | Bolton Wanderers (2) |                                                                                   |                                                                                   |
| 19h45 | Ogbonna 4e · Sakho 31e · Masuaku 90+4e | (2 - 0) |                      | Stade olympique de Londres, Londres Spectateurs : 35 809 Arbitrage : Simon Hooper | Stade olympique de Londres, Londres Spectateurs : 35 809 Arbitrage : Simon Hooper |
| 19h45 | Rapport                                |         |                      | Stade olympique de Londres, Londres Spectateurs : 35 809 Arbitrage : Simon Hooper | Stade olympique de Londres, Londres Spectateurs : 35 809 Arbitrage : Simon Hooper |

|       | Wolverhampton Wanderers (2) | 1 - 0 a. p. | Bristol Rovers (3) |                                                                                  |                                                                                  |
| 19h45 | Enobakhare 98e              | (0 - 0)     |                    | Molineux Stadium, Wolverhampton Spectateurs : 12 740 Arbitrage : Tony Harrington | Molineux Stadium, Wolverhampton Spectateurs : 12 740 Arbitrage : Tony Harrington |
| 19h45 | Rapport                     |             |                    | Molineux Stadium, Wolverhampton Spectateurs : 12 740 Arbitrage : Tony Harrington | Molineux Stadium, Wolverhampton Spectateurs : 12 740 Arbitrage : Tony Harrington |

| 20 septembre 2017 | Arsenal (1) | 1 - 0   | Doncaster Rovers (3) |                                                                         |                                                                         |
| 19h45             | Walcott 25e | (1 - 0) |                      | Emirates Stadium, Londres Spectateurs : 44 064 Arbitrage : Scott Duncan | Emirates Stadium, Londres Spectateurs : 44 064 Arbitrage : Scott Duncan |
| 19h45             | Rapport     |         |                      | Emirates Stadium, Londres Spectateurs : 44 064 Arbitrage : Scott Duncan | Emirates Stadium, Londres Spectateurs : 44 064 Arbitrage : Scott Duncan |

|       | Chelsea (1)                                      | 5 - 1   | Nottingham Forest (2) |                                                                          |                                                                          |
| 19h45 | Kenedy 13e · Batshuayi 19e 53e 86e · Musonda 40e | (3 - 0) | Darikwa 90+1e         | Stamford Bridge, Londres Spectateurs : 40 621 Arbitrage : Chris Kavanagh | Stamford Bridge, Londres Spectateurs : 40 621 Arbitrage : Chris Kavanagh |
| 19h45 | Rapport                                          |         |                       | Stamford Bridge, Londres Spectateurs : 40 621 Arbitrage : Chris Kavanagh | Stamford Bridge, Londres Spectateurs : 40 621 Arbitrage : Chris Kavanagh |

|       | Everton (1)                        | 3 - 0   | Sunderland (2) |                                                                           |                                                                           |
| 19h45 | Calvert-Lewin 38e 51e · Niasse 83e | (1 - 0) |                | Goodison Park, Liverpool Spectateurs : 23 000 Arbitrage : Oliver Langford | Goodison Park, Liverpool Spectateurs : 23 000 Arbitrage : Oliver Langford |
| 19h45 | Rapport                            |         |                | Goodison Park, Liverpool Spectateurs : 23 000 Arbitrage : Oliver Langford | Goodison Park, Liverpool Spectateurs : 23 000 Arbitrage : Oliver Langford |

|       | Manchester United (1)                       | 4 - 1   | Burton Albion (2) |                                                                        |                                                                        |
| 20h00 | Rashford 5e 17e · Lingard 36e · Martial 60e | (3 - 0) | Dyer 90+1e        | Old Trafford, Manchester Spectateurs : 54 256 Arbitrage : Graham Scott | Old Trafford, Manchester Spectateurs : 54 256 Arbitrage : Graham Scott |
| 20h00 | Rapport                                     |         |                   | Old Trafford, Manchester Spectateurs : 54 256 Arbitrage : Graham Scott | Old Trafford, Manchester Spectateurs : 54 256 Arbitrage : Graham Scott |

|       | West Bromwich Albion (1) | 1 - 2   | Manchester City (1) |                                                                          |                                                                          |
| 20h00 | Yacob 72e                | (0 - 1) | Sané 3e 77e         | The Hawthorns, West Bromwich Spectateurs : 14 953 Arbitrage : Mike Jones | The Hawthorns, West Bromwich Spectateurs : 14 953 Arbitrage : Mike Jones |
| 20h00 | Rapport                  |         |                     | The Hawthorns, West Bromwich Spectateurs : 14 953 Arbitrage : Mike Jones | The Hawthorns, West Bromwich Spectateurs : 14 953 Arbitrage : Mike Jones |

## Quatrième tour
| 24 octobre 2017 | Arsenal (1)     | 2 - 1 a. p. | Norwich City (2) |                                                                          |                                                                          |
|                 | Nketiah 85e 96e | (0 - 1)     | Murphy 34e       | Emirates Stadium, Londres Spectateurs : 58 444 Arbitrage : Andrew Madley | Emirates Stadium, Londres Spectateurs : 58 444 Arbitrage : Andrew Madley |
|                 | Rapport         |             |                  | Emirates Stadium, Londres Spectateurs : 58 444 Arbitrage : Andrew Madley | Emirates Stadium, Londres Spectateurs : 58 444 Arbitrage : Andrew Madley |

|  | Bournemouth (1)                             | 3 - 1   | Middlesbrough (2) |                                                                       |                                                                       |
|  | Simpson 49e · Wilson 75e (pen.) · Afobe 83e | (0 - 0) | Tavernier 56e     | Dean Court, Bournemouth Spectateurs : 10 254 Arbitrage : Simon Hooper | Dean Court, Bournemouth Spectateurs : 10 254 Arbitrage : Simon Hooper |
|  | Rapport                                     |         |                   | Dean Court, Bournemouth Spectateurs : 10 254 Arbitrage : Simon Hooper | Dean Court, Bournemouth Spectateurs : 10 254 Arbitrage : Simon Hooper |

|  | Bristol City (2)                                 | 4 - 1   | Crystal Palace (1) |                                                                            |                                                                            |
|  | Taylor 34e · Đurić 39e · Bryan 60e · O'Dowda 66e | (2 - 1) | Sako 21e           | Ashton Gate Stadium, Bristol Spectateurs : 21 901 Arbitrage : Tim Robinson | Ashton Gate Stadium, Bristol Spectateurs : 21 901 Arbitrage : Tim Robinson |
|  | Rapport                                          |         |                    | Ashton Gate Stadium, Bristol Spectateurs : 21 901 Arbitrage : Tim Robinson | Ashton Gate Stadium, Bristol Spectateurs : 21 901 Arbitrage : Tim Robinson |

|  | Leicester City (1)                       | 3 - 1   | Leeds United (2) |                                                                            |                                                                            |
|  | Iheanacho 30e · Slimani 71e · Mahrez 88e | (1 - 1) | Hernández 26e    | King Power Stadium, Leicester Spectateurs : 31 516 Arbitrage : Lee Probert | King Power Stadium, Leicester Spectateurs : 31 516 Arbitrage : Lee Probert |
|  | Rapport                                  |         |                  | King Power Stadium, Leicester Spectateurs : 31 516 Arbitrage : Lee Probert | King Power Stadium, Leicester Spectateurs : 31 516 Arbitrage : Lee Probert |

|                                   | Manchester City (1) | 0 - 0 4 - 1 t. a. b.       | Wolverhampton Wanderers (2) |                                                                          |
|                                   |                     |                            |                             | Etihad Stadium, Manchester Spectateurs : 50 755 Arbitrage : Kevin Friend |
|                                   | Rapport             |                            |                             |                                                                          |
| De Bruyne · Touré · Sané · Agüero | Tirs au but 4 - 1   | Bonatini · N'Diaye · Coady |                             |                                                                          |

|  | Swansea City (1) | 0 - 2   | Manchester United (1) |                                                                         |                                                                         |
|  |                  | (0 - 1) | Lingard 21e 59e       | Liberty Stadium, Swansea Spectateurs : 20 083 Arbitrage : Robert Madley | Liberty Stadium, Swansea Spectateurs : 20 083 Arbitrage : Robert Madley |
|  | Rapport          |         |                       | Liberty Stadium, Swansea Spectateurs : 20 083 Arbitrage : Robert Madley | Liberty Stadium, Swansea Spectateurs : 20 083 Arbitrage : Robert Madley |

| 25 octobre 2017 | Chelsea (1)                 | 2 - 1   | Everton (1)         |                                                                          |                                                                          |
|                 | Rüdiger 26e · Willian 90+2e | (1 - 0) | Calvert-Lewin 90+4e | Stamford Bridge, Londres Spectateurs : 40 655 Arbitrage : Neil Swarbrick | Stamford Bridge, Londres Spectateurs : 40 655 Arbitrage : Neil Swarbrick |
|                 | Rapport                     |         |                     | Stamford Bridge, Londres Spectateurs : 40 655 Arbitrage : Neil Swarbrick | Stamford Bridge, Londres Spectateurs : 40 655 Arbitrage : Neil Swarbrick |

|  | Tottenham Hotspur (1) | 2 - 3   | West Ham United (1)        |                                        |                                        |
|  | Sissoko 6e · Alli 37e | (2 - 0) | Ayew 55e 60e · Ogbonna 70e | Wembley, Londres Arbitrage : Mike Dean | Wembley, Londres Arbitrage : Mike Dean |
|  | Rapport               |         |                            | Wembley, Londres Arbitrage : Mike Dean | Wembley, Londres Arbitrage : Mike Dean |

## Cinquième tour
| 19 décembre 2017 | Arsenal (1) | 1 - 0   | West Ham United (1) |                                                                         |                                                                         |
| 19h45            | Welbeck 42e | (1 - 0) |                     | Emirates Stadium, Londres Spectateurs : 44 741 Arbitrage : Kevin Friend | Emirates Stadium, Londres Spectateurs : 44 741 Arbitrage : Kevin Friend |
| 19h45            | Rapport     |         |                     | Emirates Stadium, Londres Spectateurs : 44 741 Arbitrage : Kevin Friend | Emirates Stadium, Londres Spectateurs : 44 741 Arbitrage : Kevin Friend |

|       | Leicester City (1)                        | 1 - 1 3 - 4 t. a. b.  | Manchester City (1)               |                                                                              |                                                                              |
| 19h45 | Vardy 90+7e                               | (0 - 1, 1 - 1, 1 - 1) | B. Silva 26e                      | King Power Stadium, Leicester Spectateurs : 31 562 Arbitrage : Robert Madley | King Power Stadium, Leicester Spectateurs : 31 562 Arbitrage : Robert Madley |
| 19h45 | Rapport                                   |                       |                                   | King Power Stadium, Leicester Spectateurs : 31 562 Arbitrage : Robert Madley | King Power Stadium, Leicester Spectateurs : 31 562 Arbitrage : Robert Madley |
| 19h45 | Fuchs · Maguire · Iborra · Vardy · Mahrez | Tirs au but 3 - 4     | Gündoğan · Touré · Nmecha · Jesus | King Power Stadium, Leicester Spectateurs : 31 562 Arbitrage : Robert Madley | King Power Stadium, Leicester Spectateurs : 31 562 Arbitrage : Robert Madley |

| 20 décembre 2017 | Chelsea (1)                | 2 - 1   | Bournemouth (1) |                                                |                                                |
| 19h45            | Willian 13e · Morata 90+1e | (1 - 0) | Gosling 90e     | Stamford Bridge, Londres Arbitrage : Lee Mason | Stamford Bridge, Londres Arbitrage : Lee Mason |
| 19h45            | Rapport                    |         |                 | Stamford Bridge, Londres Arbitrage : Lee Mason | Stamford Bridge, Londres Arbitrage : Lee Mason |

|       | Bristol City (2)        | 2 - 1   | Manchester United (1) |                                                                         |                                                                         |
| 20h00 | Bryan 51e · Smith 90+3e | (0 - 0) | Ibrahimović 58e       | Ashton Gate Stadium, Bristol Spectateurs : 26 088 Arbitrage : Mike Dean | Ashton Gate Stadium, Bristol Spectateurs : 26 088 Arbitrage : Mike Dean |
| 20h00 | Rapport                 |         |                       | Ashton Gate Stadium, Bristol Spectateurs : 26 088 Arbitrage : Mike Dean | Ashton Gate Stadium, Bristol Spectateurs : 26 088 Arbitrage : Mike Dean |

## Demi-finales

### Aller
| 9 janvier 2018    | Manchester City (1)          | 2 - 1   | Bristol City (2) |                                                                            |                                                                            |
| 19:45 (UTC±00:00) | De Bruyne 55e · Agüero 90+2e | (0 - 1) | Reid 44e (pen.)  | Etihad Stadium, Manchester Spectateurs : 43 426 Arbitrage : Anthony Taylor | Etihad Stadium, Manchester Spectateurs : 43 426 Arbitrage : Anthony Taylor |
| 19:45 (UTC±00:00) | Rapport                      |         |                  | Etihad Stadium, Manchester Spectateurs : 43 426 Arbitrage : Anthony Taylor | Etihad Stadium, Manchester Spectateurs : 43 426 Arbitrage : Anthony Taylor |

| 10 janvier 2018   | Chelsea (1) | 0 - 0 | Arsenal (1) |                                                                           |                                                                           |
| 20:00 (UTC±00:00) |             |       |             | Stamford Bridge, Londres Spectateurs : 40 097 Arbitrage : Martin Atkinson | Stamford Bridge, Londres Spectateurs : 40 097 Arbitrage : Martin Atkinson |
| 20:00 (UTC±00:00) | Rapport     |       |             | Stamford Bridge, Londres Spectateurs : 40 097 Arbitrage : Martin Atkinson | Stamford Bridge, Londres Spectateurs : 40 097 Arbitrage : Martin Atkinson |

### Retour
| 23 janvier 2018   | Bristol City (2)       | 2 - 3 | Manchester City (1)                     |                                                                            |                                                                            |
| 19:45 (UTC±00:00) | Pack 64e · Flint 90+4e |       | Sané 43e · Agüero 49e · De Bruyne 90+6e | Ashton Gate Stadium, Bristol Spectateurs : 26 003 Arbitrage : Graham Scott | Ashton Gate Stadium, Bristol Spectateurs : 26 003 Arbitrage : Graham Scott |
| 19:45 (UTC±00:00) | Rapport                |       |                                         | Ashton Gate Stadium, Bristol Spectateurs : 26 003 Arbitrage : Graham Scott | Ashton Gate Stadium, Bristol Spectateurs : 26 003 Arbitrage : Graham Scott |

| 24 janvier 2018   | Arsenal (1)                   | 2 - 1   | Chelsea (1) |                                                                           |                                                                           |
| 20:00 (UTC±00:00) | Rüdiger 12e (csc) · Xhaka 60e | (1 - 1) | Hazard 7e   | Emirates Stadium, Londres Spectateurs : 58 964 Arbitrage : Michael Oliver | Emirates Stadium, Londres Spectateurs : 58 964 Arbitrage : Michael Oliver |
| 20:00 (UTC±00:00) | Rapport                       |         |             | Emirates Stadium, Londres Spectateurs : 58 964 Arbitrage : Michael Oliver | Emirates Stadium, Londres Spectateurs : 58 964 Arbitrage : Michael Oliver |

## Finale
| 25 février 2018 | Arsenal (1) | 0 - 3   | Manchester City (1)                     |                                                                         |                                                                         |
| 17h30           |             | (0 - 1) | Agüero 18e · Kompany 58e · D. Silva 65e | Stade de Wembley, Londres Spectateurs : 85 671 Arbitrage : Craig Pawson | Stade de Wembley, Londres Spectateurs : 85 671 Arbitrage : Craig Pawson |
| 17h30           | Rapport     |         |                                         | Stade de Wembley, Londres Spectateurs : 85 671 Arbitrage : Craig Pawson | Stade de Wembley, Londres Spectateurs : 85 671 Arbitrage : Craig Pawson |

## Meilleurs buteurs
| Rang | Joueur                | Club              | Buts |
| ---- | --------------------- | ----------------- | ---- |
| 1    | Josh Murphy           | Norwich City      | 4    |
| 1    | Samuel Sáiz           | Leeds United      | 4    |
| 1    | Islam Slimani         | Leicester City    | 4    |
| 4    | Che Adams             | Birmingham City   | 3    |
| 4    | Sergio Agüero         | Manchester City   | 3    |
| 4    | André Ayew            | West Ham United   | 3    |
| 4    | Michy Batshuayi       | Chelsea           | 3    |
| 4    | Tom Bradshaw          | Barnsley          | 3    |
| 4    | Dominic Calvert-Lewin | Everton           | 3    |
| 4    | Jason Cummings        | Nottingham Forest | 3    |
| 4    | Scott Hogan           | Aston Villa       | 3    |
| 4    | Jesse Lingard         | Manchester United | 3    |
| 4    | Kemar Roofe           | Leeds United      | 3    |
| 4    | Leroy Sané            | Manchester City   | 3    |